# 1518
『1518』（イチゴイチエ）は、2022年2月2日にアミューズから発売された@onefiveの1枚目のオリジナルアルバム
。アルバムの配信は2022年2月14日から開始された。

## 概要
@onefiveの1stアルバム。スペシャル盤（CD+Blu-ray）、通常盤（CD）、デジタル配信の3形態で販売される。
タイトル「1518」にはグループ名の由来でもある「一期一会」、「15歳で@onefiveを結成した4人が18歳となる年に発売するアルバム」という意味が込められている。
表題曲「1518」では@onefiveのメンバー自ら作詞に挑戦した。これまでに@onefiveと一緒に歩んできたファンとメンバーお互いへの感謝の気持ちがつづられている。
2022年2月20日（日）の梅田CLUB QUATTRO、2022年3月6日（日）の渋谷CLUB QUATTROにて、「@onefive 1st LIVE -1518-」が行われる。
タワーレコードとアスマートのアルバム先着予約・購入特典として1st LIVEの追加公演に申し込みができる、シリアルナンバー付きの「@onefive 1st LIVE -1518- 追加公演先行申込カード」が封入されている。
タワーレコードJ-INDIESアルバムチャートでウィークリー6位、オリコン週間アルバムランキング40位を獲得。

## 収録曲

### CD
スペシャル盤
1. Pinky Promise[3:21]
作詞：YURA、作曲：THE CHARM PARK / 辻村有記
2. Lalala Lucky[3:57]
作詞：YURA / 辻村有記、作曲：辻村有記
3. 1518[3:52]
作詞：@onefive、作曲：イケガミキヨシ / Chocoholic
4. BBB[3:18]
作詞：YURA / 辻村有記、作曲：辻村有記
5. 缶コーヒーとチョコレートパン[3:31]
作詞：YURA、作曲：Chocoholic
6. Just for you[3:25]
作詞：YURA、作曲：Chocoholic
7. Underground[3:19]
作詞：YURA / 辻村有記、作曲：辻村有記
8. 雫[3:43]
作詞：YURA / 辻村有記、作曲：辻村有記
9. まだ見ぬ世界[3:48]
作詞：YURA / 辻村有記、作曲：辻村有記

通常盤
上記の曲に加えて、
Lalala Lucky (Instrumental)、Underground (Instrumental)、雫 -Instrumental Dance verを収録

### Blu-ray
※スペシャル盤のみ
1. @onefive First Recording “Pinky Promise”
2. ”@onefiveとパジャマパーティー” 配信ダイジェスト
3. Documentary Movie "彼女たちのUnderground" ディレクターズカット版